# Església i Torre dels Clergues
L'Església i Torre dels Clergues, (portuguès: Igreja e Torre dos Clérigos) és l'obra més representativa del pintor-arquitecte italià Nicolau Nasoni. És un conjunt molt conegut a Porto i la torre ha esdevingut l'emblema de la ciutat. El conjunt de la Confraria dels Clergues, compost per l'església, la Casa dels Clergues (secretaria i infermeria) i la torre. Fou classificada com a Monument Nacional el 1910. Forma part del conjunt del centre històric de Porto, classificat com a Patrimoni de la Humanitat per la UNESCO el 1996.

## Història
La història de l'Església dels Clergues es remunta a la Confraria dels Clergues, que s'havia constituït a Porto. La confraria resultà de la fusió de tres institucions de beneficència creades a la ciutat durant el segle xvii, amb la finalitat de socórrer els clergues en dificultats. Eren la Confraria dels Clergues Pobres de Nostra Senyora de la Misericòrdia, fundada el 1630; la Confraria de Sant Felip Neri, fundada el 1665; i per acabar, la Confraria dels Clergues de Sant Pere. La nova institució va poder reunir, mitjançant almoines i altres donacions, capital propi, però els mancava una casa pròpia o una església per als serveis religioses, perquè, en l'època, la institució funcionava a l'Església de la Misericòrdia, a Porto. És, precisament el 31 de maig del 1731 que es organitza l'assemblea general presidida pel degà Jerónimo Távora e Noronha, principal mecenes de Nasoni, per a decidir sobre la proposta de construir una nova església per a la Confraria dels Clergues.
Per a la construcció del nou temple, la confraria acceptà la donació d'un solar sense conrear al cim d'una calçada que anava de la font de l'Arca a l'Adro dos Enforcados (un terreny fora de l'antiga muralla fernandina del segle xiv, on eren sebollits els condemnats executats a la forca i els que morien «fora de la religió». Per alliberar la parcel·la el cementiri fou traslladat a un altre indret, prop dels terrenys de l'Hospital de Sant Antoni. Va ser nomenada una comissió de quatre germans com a administradors d'aquesta obra. Les proposades com a patrona de l'església foren tres: Nostra Senyora dels Socors, Nostra Senyora de les Necessitats i Nostra Senyora de l'Assumpció, i en fou escollida la darrera.
Se'n posà la primera pedra el 23 de juny del 1732, en presència de Nicolau Nasoni. Ttotes les campanes dels diferents temples de la ciutat van tocar alhora per a commemorar l'acte. Les obres començaren a bon ritme, però al cap d'algun temps quedaren aturades. La raó fou, probablement, les diverses intrigues ordides pel capellà de l'Església de Sant Ildefons, preocupat pel succés que el nou temple podia tenir. El cas se saldà amb l'expulsió del mestre d'obres António Pereira, aliat de l'esmentat capellà. Va ser substituït per Miguel Francisco da Silva. El 1745, en una inspecció, no foren aprovats els fonaments de la façana i es decidí desfer-ho tot i tornar-ho a fer de nou en una base més segura.
El 28 de juliol del 1748, sense que l'edifici estigués totalment acabat, l'església va ser oberta al culte. Dos anys més tard, es conclogué la façana principal. L'escalinata que precedeix l'església va ser construïda des de 1750 i les obres van durar prop de quatre anys. Després va patir alteracions, el 1827. Acabat el temple, la confraria va començar a pensar a edificar un hospital i infermeria per acollir i guarir els germans malalts i pobres. Aquestes obres no començarien fins al 1753 després de rebre la donació d'un altre solar que era darrere de l'església.
Per les modificacions radicals i l'ampliació, en relació al projecte primitiu, va caldre reconstruir l'altar major totalment, el que es va fer del 1765 fins al 1773. A aquestes obres van seguir altres petites modificacions. Les obres es donaren per completament acabades el 1779, amb la consagració de l'església el dia 12 de desembre pel bisbe de Porto Frei João Rafael de Mendonça.
Nicolau Nasoni fou enterrat en aquesta església. L'obra és un exemple notable de la síntesi entre l'arquitectura barroca i rococó del nord de Portugal.

## Església
La façana està dividida en dos nivells. Al primer nivell, trobem dues finestres laterals amb ornaments vegetals i un gran finestral central. El segon evidencia una equilibrada composició d'elements estructurals, buits, i dues fornícules per a les estàtues de sant Pere i Pau. Aquest nivell mostra un repertori luxuriant i dramàtic: garlandes, llaços, flames, tiara i creu papal. Aquests elements es fan més densos en sentit ascendent, i n'és el frontó zigzaguejant l'àrea privilegiada. De les façanes laterals, destaca la situada al nord, ja que la situada al sud romania coberta per la muralla.
L'espai interior està marcat pel disseny el·líptic de la planta, que recorda models de l'arquitectura romana, com ara l'Església de Santa Maria in Campitelli, de Carlo Reinaldi o l'Església de Santiago de la Valetta, a Malta. D'altra banda, la galeria que recorre la nau, d'origen toscà, constituí una novetat arquitectònica al nord de Portugal. Aquest element es va posar llavors de moda en moltes esglésies que es van construir després.
La monumentalitat de l'espai interior s'accentua en el retaule marmori acolorit de l'altar major, executat entre 1767 i 1780 per l'arquitecte Manuel dos Santos Porto, que ens introdueix ja en l'univers rococó. Les representacions de les virtuts de la Verge s'enquadren dins la iconografia de l'església, dedicada a Nostra Senyora de l'Assumpció.

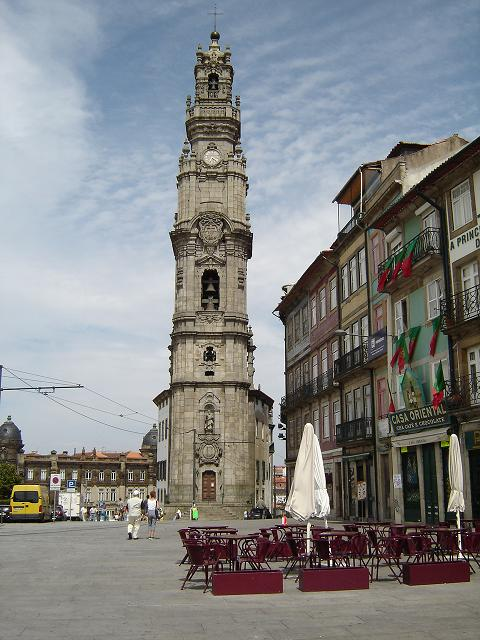
Torre dels Clergues.

## Torre dels Clergues
Considerada per molts l'ex-libris de la ciutat de Porto, aquest campanar forma part de l'església, i fou construït entre 1754 i 1763. Nicolau Nasoni contribuí durant molts anys a la construcció de la gran torre dels Clergues sense rebre diners a canvi i només n'obtingué uns anys més tard. És un dels monuments més visitats de Portugal.
La torre, tot i ser la part més estimada pels habitants de Porto, fou la darrera part a ser construïda del Conjunt dels Clergues. Fou iniciada el 1754, tot aprofitant el terreny que sobrà de la construcció de la infermeria. El projecte inicial de Nasoni preveia dues torres. La torre està decorada segons el gust barroc, amb escultures de sants, flames, cornises ben accentuades i balustrades.
Té sis pisos i 75 metres d'alçada i disposa d'una escala de cargol amb 240 esglaons. Era, a l'època de la construcció, l'edifici més alt de Portugal. Té una base quadrada amb cantonades arrodonides. Els materials de construcció foren, principalment, el granit i el marbre. Damunt de la porta d'accés, hi ha una fornícula amb la imatge de sant Felip Neri.
El primer pis presenta una porta coronada per la imatge de sant Pau, i té a sota, inserit en un medalló, un text de sant Pau de l'Epístola als romans. El gruix de les parets del primer pis, fetes de granit, arriba fins als dos metres. Destaquen les finestres balustrades del darrer pis, més llarg i decorat, i les quatre esferes del rellotge.
Constituí la síntesi de «l'estil Nasoni», en el qual els valors estructurals imperen per sobre dels decoratius que, això no obstant, es van intensificant a mesura que ens aproximem al cim de la torre. Les semblances amb la torre de la Catedral de Sant Salvador de Saragossa, construïda el 1683 per Gian Bautista Contini, són evidents en la configuració del llenguatge barrocoromà. Encara que Nasoni pugui no haver conegut aquesta obra, la proximitat entre les dues en suggereix les mateixes fonts, el classicisme romà del segle xvii.